# Лієпа Ілзе Марисівна
Ілзе Марисівна Лієпа (нар.. 22 листопада 1963, Москва) — радянська і російська балерина, актриса театру і кіно. Народна артистка РФ (2002). Народна артистка Карелії (2007). Лауреат Державної премії РФ (2003). Лауреат національної театральної премії «Золота маска» (2003).
Має антиукраїнські погляди, підтримала війну РФ проти України. Фігурант бази даних центру «Миротворець».

## Життєпис
Ілзе Лієпа народилася 22 листопада 1963 року в родині народного артиста СРСР Маріса Лієпи та актриси Московського драматичного театру Маргарити Жигунової. Брат — Андріс Лієпа, зведена сестра — Марія Лієпа.
В 1981 році Ілзе закінчила Московське академічне хореографічне училище (клас Наталії Золотової), а в 1991 році закінчила педагогічне відділення ГІТІСу.
На початку своєї артистичної кар'єри у Великому театрі Ілзе Лієпа виконувала характерні танці в операх «Кармен», «Іван Сусанін», «Князь Ігор», «Хованщина», «Травіата».
Наприкінці 1990-х років дебютувала як драматична актриса в Санкт-Петербурзькій антрепризі, потім у квітні 2000 в театрі «Модернъ» під керівництвом Світлани Врагової відбулася прем'єра вистави «Сон імператриці», де Ілзе виконала роль імператриці Катерини.
У 2011 році була у складі журі на конкурсі «Євробачення для молодих танцюристів 2011».
З 2011 року веде авторську програму «Балет FM» на радіо «Орфей».
Перший чоловік — скрипаль Сергій Стадлер.
Другий чоловік — бізнесмен Владислав Паулюс. 15 березня 2010 року від нього народила доньку Надію, ставши мамою в 46 років. У 2013 році пара розлучилася.
Має власну студію пілатеса, де особисто проводить заняття.
Систематичні заняття пілатесом у поєднанні з балетними методиками стали основою для написання книги «Метод Лієпа», що описує комплекс вправ, розроблений балериною для підтримки себе у формі (видано «Альпіна нон-фікшн»).
У січні 2014 року вийшла її книга казок для дітей «Театральні казки», які Ілзе Лієпа складала, будучи вагітною.
У 2018 році була довіреною особою кандидата в мери Москви Сергія Собяніна.

## Суспільна позиція
В 2022 році підтримала рішення президента В. Путіна і війну РФ проти України. "Абсолютно підтримую. Усією душею, усім серцем", — сказала Лієпа в інтерв'ю ria.ru у перші дні після початку війни". 
18 березня 2022 року виступила у «Лужниках» на мітингу-концерті на честь роковин анексії Криму та на підтримку військової агресії РФ в Україні.
В інтерв'ю російським ЗМІ засуджує країни Балтії за їхню політику та дії. Через це і з огляду на підтримку війни в Україні, Департамент міграції Литви запропонував позбавити її литовського громадянства.

## Творчість

### Репертуар у Большому театрі
1983 рік — Гера (танцювальна сцена в опері «Іфігенія в Авліді» К. В. Глюка в постановці А. Петрова) — перша виконавиця
1984 рік — мазурка і краков'як («Польський бал» в опері «Іван Сусанін» М. Глінки, хореографія Р. Захарова)
болеро («Дон Кіхот» Л. Мінкуса, хореографія М. Петіпа, А. Горського)
1985 рік — іспанський танець, мазурка («Раймонда» А. Глазунова, хореографія М. Петіпа в редакції Ю. Григоровича)
Мерседес («Дон Кіхот») Чіполла-мати («Чиполліно» К. Хачатуряна, хореографія Р. Майорова)
1986 рік — циганський танець («Дон Кіхот»)
Батильда («Жизель» А. Адана, хореографія Ж. Кораллі, Ж. Перро, М. Петіпа)
три циганки («Анюта» на музику В. Гавриліна в постановці В. Васильєва) — в числі перших виконавиць у Большому театрі
Корольова («Спляча красуня» П. Чайковського, хореографія М. Петіпа в редакції Ю. Григоровича)
Дружина Штальбаума («Лускунчик» П. Чайковського, хореографія Ю. Григоровича)
1987 рік — придворні танцівниці («Легенді про кохання» А. Мелікова, хореографія Ю. Григоровича)
Можновладна принцеса («Лебедине озеро» П. Чайковського, хореографія А. Горського, М. Петіпа, Л. Іванова в редакції Ю. Григоровича)
Синьйора Капулетті («Ромео і Джульєтта» С. Прокоф'єва, хореографія Ю. Григоровича)
1988 рік — Персидка («Половецькі танці» в опері «Князь Ігор» А. Бородіна, хореографія К. Голейзовського)
Персидка (опера «Хованщина» М. Мусоргського, хореографія С. Кореня)
1992 рік — Зюльма («Корсар» А. Адана, хореографія К. Сергєєва за М. Петіпа)
1994 рік — Цариця балу («Фантазії на тему Казанови» на музику В. А. Моцарта у постановці М. Лавровського)
1995 рік — Королева-мачуха («Білосніжка» К. Хачатуряна в постановці Р. Майорова) — перша виконавиця у Большому театрі
Капулетті-мати («Ромео і Джульєтта», хореографія Л. Лавровського)
2001 рік — Графиня («Пікова дама» на музику П. Чайковського у постановці Р. Петі) — перша виконавиця (світова прем'єра)
2003 рік — Леді Капулетті («Ромео і Джульєтта» в постановці Д. Доннеллана і Р. Поклітару) — перша виконавиця
2007 рік — Піаністка («Урок» Ж. Делерю в постановці Ф. Фліндта)
Веде активну концертну та гастрольну діяльність. У 2003 році творчі вечори Ілзе Лієпа пройшли на Новій сцені Большого театру, і в них були зайняті артисти балетної трупи театру.
Ілзе Лієпа стала першою російською балериною, яка виконала після Майї Плісецької партію Кармен в балеті «Кармен-сюїта» Ж. Бізе на музику Р. Щедріна (хореографія А. Алонсо). В 1993 році вперше в Росії виконала партію Зобеїди у відновленому її братом Андрісом Лиєпою і онукою М. Фокіна Ізабель Фокіної балеті М. Фокіна «Шехеразада» на музику М. Римського-Корсакова.
В репертуарі балерини як широко відомі мініатюри — «Вмираючий лебідь» (К. Сен-Санс — М. Фокін), «Загибель троянди» (Р. Малер — Р. Петі), так і спеціально для неї поставлені номери і балети (з Ілзе співпрацювали хореографи Д. Брянцев, Р. Алексідзе, В. Смирнова, Т. Сердюкова, М. Шеннон та інші).

### Ролі в драматичному театрі
- «Ваша сестра і полонянка…» Людмили Розумовської — Марія Стюарт (антреприза)[6]
- «Сон імператриці», п'єса і постановка Андрія Максимова Катерина (Московський драматичний театр «Модернъ» під керівництвом Світлани Враговойї)[7]
- «Чайна церемонія» А. Строганова, режисер: Карен Нерсісян — Жінка (Театральне товариство «Старий театр»)[16]

### Фільмографія
- 1984 — Герой її роману
- 1984 — Блискучий світ — Руна
- 1985 — Дитинство Бембі — Лебідь-мати
- 1986 — Юність Бембі — Лебідь-мати
- 1986 — Михайло Ломоносов — Єлизавета Андріївна Ломоносова (Елізабет Христина Цильх)
- 1986 — Лермонтов — Соломирська
- 1987 — Мандрівник
- 1988 — Ці... три вірні карти...
- 1990 — Алі-Баба і сорок розбійників — донька султана
- 1993 — Повернення Жар-птиці
- 1997 — Фантазія на тему Казанови
- 1998 — Самозванці — Гізела
- 2000 — Імперія під ударом — балерина Тамара Карсавіна
- 2005 — Люби мене — Троянда
- 2009 — Перша любов — Галина

### Дубляж мультфільмів
- 2016 — Балерина — Одетта

## Визнання і нагороди
- 1996 — Заслужена артистка Російської Федерації[17][18]
- 1998 — театральна премія «Кришталева Турандот» (за виконання ролі Марії Стюарт у виставі за п'єсою Людмили Розумовської «Ваша сестра і полонянка»)
- 2000 — театральна премія «Чайка» (за виконання ролі Катерини II в спектаклі за п'єсою А. Максимова «Сон імператриці»)
- 2002 — Народна артистка Російської Федерації[2]
- 2003 — театральна премія «Золота маска»[18]
- 2003 — Державна премія Російської Федерації[18]
- 2003 — премія громадського визнання досягнень жінок «Олімпія» Російської академії бізнесу та підприємництва[19]
- 2007 — Народна артистка Республіки Карелія[20]